# Orville Turnquest
Sir Orville Turnquest, (né le 19 juillet 1929 à Grant's Town sur New Providence) est un homme d'État, gouverneur général des Bahamas du 3 janvier 1995 au 13 novembre 2001.

## Biographie
Turnquest est né à Grants Town, New Providence , de Robert et Gwendolyn Turnquest. Après avoir obtenu son Cambridge Junior Certificate, son Cambridge Senior Certificate et son inscription de Londres au lycée gouvernemental entre 1942 et 1945, il fait son stage à la chambre de droit de feu Hon. AF Adderley de 1947 à 1953, admis au barreau des Bahamas le 26 juin 1953. Il étudie par la suite à l'Université de Londres (1957-1960). Il obtient un baccalauréat en droit (avec distinction) et est admis en juillet 1960 au barreau anglais en tant que membre du Lincoln's Inn.
Il est procureur général des Bahamas et ministre de la Justice et des Affaires étrangères à partir du 21 août 1992 et est  Vice-Premier Ministre, Procureur général et Ministre des Affaires étrangères le 1er septembre 1993.
Il est fait chevalier en 1995.